# Daniel Schönewald
Johann Daniel Schönewald (* 14. Dezember 1782 in Züschen; † 8. März 1857 ebenda) war ein deutscher Ziegler, Bürgermeister und Politiker.

## Leben
Schönewald war der Sohn des Ziegler- und Töpfermeisters Peter Schönewald (Schenewald) (* 11. April 1736 in Schlitz; † 28. Dezember 1822, in Züschen) und dessen Ehefrau Catharina Flock (* 21. Mai 1752 in Heimarshausen; † 8. Februar 1811 in Züschen). Er war evangelisch-reformiert und heiratete am 14. September 1806 in Züschen Anna Elisabeth Berndt (* 4. November 1774 in Geismar; † 25. November 1831 in Züschen), die Tochter des Adam Berndt und der Anna Martha Maurer.
Schönewald lebte als (1831) Ziegler und (1857) Auszüger in Züschen. Von Herbst 1827 bis Herbst 1831 war er Bürgermeister der Stadt Züschen. Als solcher war er vom 24. Dezember 1827 bis zum (Herbst) 1831 Mitglied des Landstandes des Fürstentums Waldeck.